# Cantallops

Położenie gminy na mapie comarki Alt Empordà.

Cantallops – gmina w Hiszpanii,  w Katalonii, w prowincji Girona, w comarce Alt Empordà.
Powierzchnia gminy wynosi 19,61 km². Zgodnie z danymi INE, w 2005 roku liczba ludności wynosiła 271, a gęstość zaludnienia 13,82 osoby/km². Wysokość bezwzględna gminy równa jest 200 metrów. Współrzędne geograficzne gminy to 42°25'28"N, 2°55'34"E.